# Scenopinus pakhuisensis
Scenopinus pakhuisensis är en tvåvingeart som beskrevs av Kelsey 1976. Scenopinus pakhuisensis ingår i släktet Scenopinus och familjen fönsterflugor. Inga underarter finns listade i Catalogue of Life.